# Spalgis asmus
Spalgis asmus är en fjärilsart som beskrevs av Michael J. Parsons. Spalgis asmus ingår i släktet Spalgis och familjen juvelvingar. Inga underarter finns listade i Catalogue of Life.